# Patente a punti
La patente a punti è il meccanismo introdotto in Italia a partire da martedì 1º luglio 2003 da Alfonso Desiata attraverso il quale ogni automobilista ha assegnati 20 punti al conseguimento della patente di guida, in caso di lunghi periodi senza infrazioni alle norme del codice della strada vede aumentare i propri punti, ad ogni illecito stradale vede diminuire i punti e dovrà superare nuovamente l'esame di teoria e l'esame di guida qualora dovesse rimanere senza punti (la perdita di tutti i punti comporta la revisione automatica della patente).

## Legislazione
Il numero di punti sottratti dalla patente è stabilito dalla legge e varia a seconda della gravità dell'infrazione. Per recuperare i punti è sufficiente seguire dei corsi appositi presso un'autoscuola. È importante sottolineare che il meccanismo del punteggio va ad affiancare e non a sostituire le sanzioni già previste per le varie infrazioni, compresa la sospensione della patente.
La patente a punti è stata introdotta nel codice della strada (articolo 126 bis) dal Decreto legislativo 15 gennaio 2002, n. 9, articolo 7, in base al prescritto della Legge 22 marzo 2001, n. 85.
Se la violazione non è rilevata fisicamente dagli agenti delle forze di pubblica sicurezza ma da impianti fissi automatici (telecamere, autovelox, ecc.), il verbale di contestazione con la sanzione pecuniaria e la detrazione dei punti vengono notificati tramite posta al proprietario del veicolo. Il proprietario del veicolo, sia se paga la multa sia se la impugna, deve obbligatoriamente dichiarare entro 60 giorni da quando la sanzione è definitiva (pagamento, scadenza dei termini di opposizione o sentenza di rigetto dell'impugnazione, e non dalla notifica che deve avvenire a sua volta entro 90 giorni dall'illecito) chi era il conducente al momento dell'infrazione (anche nel caso in cui il conducente sia il proprietario stesso), allegandone la patente da esso firmata, oppure una dichiarazione negativa per impossibilità a conoscere chi fosse alla guida al momento dell'infrazione. L'opposizione alla multa non sospende l'obbligo di comunicare i dati del conducente, né il pagamento della multa è un'ammissione di colpevolezza che porta la decurtazione dei punti al proprietario: la dichiarazione del conducente serve soltanto per applicare la decurtazione dei punti a chi effettivamente era alla guida, mentre la multa viene pagata comunque dal proprietario, anche se si accerta che il proprietario non era alla guida.
La legge n. 214 del 2003 ha introdotto nel 126 bis la possibilità di non dichiarare l'identità del guidatore, caso in cui il proprietario del veicolo riceve un secondo e ultimo verbale per non avere comunicato il nominativo entro 60 giorni, e le sanzioni della patente a punti non sono applicabili. Negli altri Paesi europei che hanno introdotto la patente a punti non esistono norme analoghe. La norma tiene conto del fatto che nel diritto amministrativo non esiste una responsabilità oggettiva e perciò non si può in linea di principio presumere che la responsabilità sia del proprietario del veicolo, a meno che esso non dimostri a sue spese che non era alla guida: in assenza di una contestazione immediata con un verbale di Polizia Municipale o altro pubblico ufficiale, l'impianto fisso fotografa solamente la targa e non l'interno del veicolo e il conducente, la cui identità quindi non può essere accertata, né il proprietario del veicolo deve essere a priori tenuto a conoscerla (es. auto rubata oppure sottratta alla sua custodia da un famigliare convivente).
In caso di incidente (veicoli, o veicolo/pedoni) e intervento di una qualsiasi forza dell'ordine (Municipale, Carabinieri, ecc.), questa è obbligata a verbalizzare la violazione del Codice della Strada e ad applicare la decurtazione dei punti, oltre alla multa, essendo la decurtazione dei punti una sanzione integrante quella pecuniaria prevista dal Codice della Strada. Sia la multa che la decurtazione dei punti devono seguire a una contestazione immediata con verbale delle Forze di Polizia: viceversa, anche in presenza di testimoni terzi e di feriti, se le parti si sono accordate per una constatazione amichevole e senza l'intervento delle Forze di Polizia, la multa e i punti non possono essere contestati in un momento successivo all'incidente.

## Bonus condotta
Se per due anni calendariali non vengono commesse infrazioni che comportano la sottrazione di punti, ai conducenti che hanno almeno 20 punti viene automaticamente attribuito un “bonus” di 2 punti, mentre ai conducenti che hanno meno di 20 punti il punteggio viene riportato a 20. Il numero massimo di punti che si possono raggiungere con i bonus è di 30.
A partire dal 13 agosto 2010, per i neopatentati (ovvero coloro che sono titolari di patente da meno di tre anni), per ogni anno trascorso senza infrazioni che provocano decurtazione di punteggio è attribuito un ulteriore "bonus" di 1 punto, il quale si aggiunge all'eventuale "bonus" di 2 punti dopo 2 anni senza infrazioni, quindi si ha la possibilità di ottenere un totale di 5 punti aggiuntivi dopo i primi tre anni di guida. 

## Casi particolari
1. I neopatentati, ovvero coloro che hanno conseguito la patente da meno di tre anni, per ogni infrazione commessa si vedono togliere il doppio dei punti previsti per l'infrazione commessa.
2. In caso di più infrazioni contemporanee la massima quantità di punti che può venire sottratta in un'unica occasione è di 15, a meno che non si tratti di infrazioni che prevedono il ritiro immediato della patente (ad esempio la guida in stato d'ebbrezza, il sorpasso in curva o la circolazione contromano): in questi casi tale regola non si applica.
3. Nel caso in cui non sia avvenuta la contestazione immediata dell'infrazione (ad esempio nel caso di infrazione accertata con autovelox) il proprietario del veicolo ha l'onere di effettuare la comunicazione dei dati del conducente al fine di consentire di permettere agli accertatori di decurtare i punti dalla patente di guida del conducente al momento dell'infrazione. In caso contrario non vengono sottratti punti, ma viene applicata un'ulteriore sanzione prevista dal codice della strada (la Corte Costituzionale è legittimo omettere di comunicare del conducente al momento dell’infrazione al fine di evitare la decurtazione dei punti dalla patente di guida, a condizione di essere disposti a pagare la sanzione prevista dal codice della strada per tale omissione[4]).
4. Le patenti di guida straniere non sono direttamente sottoposte alla regola dei "punti", ma, come specificato dalla nuova normativa del Ministero dei Trasporti, per i patentati stranieri scatta il divieto di guida in Italia per un periodo variabile tra i sei mesi e i due anni, se commettono infrazioni per un totale equivalente a 20 punti in un periodo di massimo tre anni.
5. I titolari di patente di guida per mezzi della Croce Rossa Italiana dispongono fino a un massimo di 30 punti per tale titolo, in aggiunta ai 30 punti massimi della patente personale.

## Violazioni più comuni e decurtazione di punteggio
-1 punto
- Mancato uso o utilizzo improprio delle luci;
- Sistemazione dei passeggeri e/o animali e/o oggetti non idonea.

-2 punti
- Inosservanza della segnaletica stradale o delle segnalazioni degli agenti;
- Collegamento inidoneo in caso di traino;
- Trasporto in sovraccarico o in sovrannumero su autovetture;
- Sosta in corrispondenza della fermata di autobus e filobus;

-3 punti
- Inosservanza delle condizioni generali per effettuare un sorpasso;
- Distanza di sicurezza inadeguata (in caso di collisione con danni lievi);
- Non fermarsi all'invito di un agente;
- Rifiutarsi di esibire i documenti richiesti o di far ispezionare il veicolo;
- Eccesso di velocità superiore a 10 km/h e inferiore a 40 km/h;
- Sostare negli spazi riservati agli invalidi avendone diritto, ma non osservando le condizioni ed i limiti indicati nell'autorizzazione.[5]

-4 punti
- Circolare contromano;
- Uso errato delle corsie;
- Fuggire in caso di incidente con soli danni a cose non così gravi da aver determinato la revisione della patente.
- Sostare negli spazi riservati agli invalidi senza averne diritto.

-5 punti
- Circolare senza casco o con casco allacciato in maniera inadeguata, se previsto;
- Circolare nonostante un passeggero non abbia indossato il casco o non lo abbia fatto correttamente, se previsto;[5]
- Mancato uso delle cinture di sicurezza;
- Utilizzo durante la marcia di apparecchi radiotelefonici, smartphone, computer portatili, notebook, tablet o altri dispositivi che portino all'allontanamento delle mani dal volante;[5]
- Mancata precedenza a veicoli di soccorso (autoambulanze, polizia, vigili del fuoco);
- Omesso uso di lenti quando prescritte.

-6 punti
- Mancato rispetto del segnale "STOP", precedenza omessa o del semaforo rosso;
- Violazioni dei comportamenti previsti ai passaggi a livello;
- Eccesso di velocità superiore a 40 km/h e inferiore a 60 km/h;
- Sostare negli spazi riservati agli invalidi senza la prevista autorizzazione.[5]

-8 punti
- Mancato rispetto della distanza di sicurezza che ha causato incidente con gravi danni alle cose;
- Mancata precedenza ai pedoni sugli attraversamenti pedonali;
- Invertire la marcia in prossimità o in corrispondenza di incroci, curve e dossi.

-10 punti
- Gareggiare in velocità con veicoli a motore, con sfide organizzate e non autorizzate;
- Eccesso di velocità superiore a 60 km/h;
- Circolare contromano su curve, dossi ed in ogni caso di scarsa visibilità;
- Effettuare sorpassi pericolosi;
- Effettuare retromarce su autostrade;
- Guidare in stato di ebbrezza da alcool e droghe
- Rifiutare gli accertamenti atti a verificare il proprio tasso alcolemico o il proprio stato psicofisico;
- Fuggire in caso di incidente con gravi danni ai veicoli e/o alle persone;
- Forzare posti di blocco.

Inoltre, per alcune violazioni è prevista la sospensione della patente di guida per un tempo variabile (minimo 15 giorni per la cintura di sicurezza) in caso di recidiva nel biennio successivo alla prima infrazione. Fermo restando che per altre (vedi guida in stato d'ebbrezza o sorpasso in curva) è previsto il ritiro immediato della patente di guida per la sospensione che sarà poi decisa dal Prefetto competente per il territorio.